# Vicariato apostolico del Napo
Il vicariato apostolico del Napo (in latino Vicariatus Apostolicus Napensis) è una sede della Chiesa cattolica in Ecuador immediatamente soggetta alla Santa Sede. Nel 2022 contava 154.870 battezzati su 174.450 abitanti. È retto dal vescovo Celmo Lazzari, C.S.I.

## Territorio
La diocesi comprende la provincia del Napo e parte delle province di Orellana (Loreto e Porto Murialdo) e Pastaza (Santa Clara e Arajuno).
Sede del vicariato è la città di Tena, dove si trova la cattedrale di San Giuseppe.
Il territorio è suddiviso in 22 parrocchie.

## Storia
Il vicariato apostolico è stato eretto il 7 febbraio 1871, ricavandone il territorio dall'arcidiocesi di Quito. La missione, che aveva il suo centro nella città di Archidona, fu affidata ai Gesuiti fino alla loro espulsione dall'Ecuador nel 1895, all'epoca del presidente Eloy Alfaro.
Successivamente ha ceduto a più riprese porzioni del suo territorio a vantaggio dell'erezione di nuove circoscrizioni ecclesiastiche e precisamente:
- il 4 ottobre 1886 la prefettura apostolica di Canelos e Macas (oggi vicariato apostolico di Puyo);
- il 17 febbraio 1893 il vicariato apostolico di Méndez e Gualaquiza (oggi vicariato apostolico di Méndez) e il vicariato apostolico di Zamora;
- il 16 aprile 1924 la prefettura apostolica di San Miguel de Sucumbíos (oggi vicariato apostolico); contestualmente il vicariato apostolico del Napo incluse nel suo territorio quella parte della prefettura apostolica di Caquetá (oggi diocesi di Mocoa-Sibundoy in Colombia) che si trovava in Ecuador;
- il 16 novembre 1953 la prefettura apostolica di Aguarico (oggi vicariato apostolico).

## Cronotassi dei vescovi
Si omettono i periodi di sede vacante non superiori ai 2 anni o non storicamente accertati.
- Andrés Justo Pérez, S.I. † (7 febbraio 1871 - 1880 dimesso)[4]
- Gaspar Tovía, S.J. † (1880 - 1895 dimesso)[4]
  - Sede vacante (1895-1931)
- Emilio Cecco, C.S.I. † (4 maggio 1931 - 1938 dimesso)
- Giorgio Rossi, C.S.I. † (23 maggio 1938 - 22 gennaio 1941 deceduto)
- Maximiliano Spiller, C.S.I. † (12 novembre 1941 - 27 aprile 1978 ritirato)
- Julio Parise Loro, C.S.I. † (27 aprile 1978 - 2 agosto 1996 ritirato)
- Paolo Mietto, C.S.I. † (2 agosto 1996 succeduto - 11 giugno 2010 ritirato)
- Celmo Lazzari, C.S.I. (11 giugno 2010 - 21 novembre 2013 nominato vicario apostolico di San Miguel de Sucumbíos)
- Adelio Pasqualotto, C.S.I. (12 dicembre 2014 - 31 maggio 2023 dimesso)[5]
- Celmo Lazzari, C.S.I.[1], dal 23 ottobre 2024 (per la seconda volta)

## Statistiche
Il vicariato apostolico nel 2022 su una popolazione di 174.450 persone contava 154.870 battezzati, corrispondenti all'88,8% del totale.
| anno | popolazione | popolazione | popolazione | presbiteri | presbiteri | presbiteri | presbiteri                | diaconi | religiosi | religiosi | parrocchie |
| anno | battezzati  | totale      | %           | numero     | secolari   | regolari   | battezzati per presbitero | diaconi | uomini    | donne     | parrocchie |
| ---- | ----------- | ----------- | ----------- | ---------- | ---------- | ---------- | ------------------------- | ------- | --------- | --------- | ---------- |
| 1950 | 20.000      | 22.000      | 90,9        | 13         |            | 13         | 1.538                     |         | 28        | 26        | 5          |
| 1966 | 28.000      | 30.000      | 93,3        | 24         | 2          | 22         | 1.166                     |         | 33        | 61        | 13         |
| 1968 | ?           | ?           | ?           | 25         |            | 25         | ?                         |         | 38        | 68        | 15         |
| 1976 | 41.000      | 45.000      | 91,1        | 28         | 1          | 27         | 1.464                     |         | 36        | 76        | 22         |
| 1980 | 49.000      | 53.000      | 92,5        | 28         |            | 28         | 1.750                     |         | 36        | 73        | 16         |
| 1990 | 71.330      | 82.315      | 86,7        | 25         | 1          | 24         | 2.853                     |         | 31        | 62        | 18         |
| 1999 | 90.252      | 104.968     | 86,0        | 26         | 4          | 22         | 3.471                     |         | 26        | 76        | 20         |
| 2000 | 93.037      | 108.884     | 85,4        | 26         | 5          | 21         | 3.578                     |         | 26        | 77        | 19         |
| 2001 | 92.041      | 107.251     | 85,8        | 26         | 5          | 21         | 3.540                     |         | 26        | 74        | 19         |
| 2002 | 93.069      | 109.069     | 85,3        | 21         | 4          | 17         | 4.431                     |         | 23        | 74        | 19         |
| 2003 | 86.837      | 103.497     | 83,9        | 25         | 6          | 19         | 3.473                     | 1       | 23        | 72        | 19         |
| 2004 | 82.923      | 99.242      | 83,6        | 26         | 5          | 21         | 3.189                     |         | 26        | 69        | 19         |
| 2010 | 97.000      | 111.000     | 87,4        | 26         | 10         | 16         | 3.730                     |         | 20        | 55        | 20         |
| 2014 | 95.113      | 118.584     | 80,2        | 25         | 12         | 13         | 3.804                     |         | 15        | 60        | 18         |
| 2017 | 126.101     | 145.867     | 86,4        | 28         | 16         | 12         | 4.503                     |         | 14        | 46        | 20         |
| 2020 | 140.539     | 157.230     | 89,4        | 20         | 11         | 9          | 7.026                     |         | 13        | 63        | 22         |
| 2022 | 154.870     | 174.450     | 88,8        | 29         | 21         | 8          | 5.340                     |         | 9         | 55        | 22         |